# فسفات مس
فسفات مس (به انگلیسی: Copper phosphate) با فرمول شیمیایی Cu۳(PO۴)۲ یک ترکیب شیمیایی است. که جرم مولی آن ۳۸۰٫۵۸۰۷۲۲ g/mol می‌باشد.